# Nemacheilus menoni
Nemacheilus menoni är en fiskart som beskrevs av Zacharias och Minimol, 1999. Nemacheilus menoni ingår i släktet Nemacheilus och familjen grönlingsfiskar. IUCN kategoriserar arten globalt som sårbar. Inga underarter finns listade i Catalogue of Life.